# Spirostreptus boyoricus
Spirostreptus boyoricus är en mångfotingart som beskrevs av Carl Graf Attems 1903. Spirostreptus boyoricus ingår i släktet Spirostreptus och familjen Spirostreptidae. Inga underarter finns listade i Catalogue of Life.